# Peyret-Saint-André
Peyret-Saint-André là một xã thuộc tỉnh Hautes-Pyrénées trong vùng Occitanie tây nam nước Pháp. Xã này nằm ở khu vực có độ cao trung bình 340 mét trên mực nước biển.